# Chasiempis
Chasiempis là một chi chim trong họ Monarchidae.